# Danh sách lần trao giải Ấn tượng VTV thập niên 2010
Ấn tượng VTV là giải thưởng truyền hình thường niên của Đài Truyền hình Việt Nam (VTV) nhằm ghi nhận và vinh danh các sản phẩm truyền hình, gương mặt MC, biên tập viên, bộ phim truyền hình ấn tượng, thu hút lượng lớn khán giả của VTV theo dõi và ủng hộ trong suốt một năm. Dưới đây là danh sách lần trao giải của Ấn tượng VTV trong thập niên 2010.

## Ấn tượng VTV 2014
Diễn ra vào ngày 5 tháng 9 năm 2014 tại trường quay S14, Đài Truyền hình Việt Nam, Hà Nội. 11 hạng mục được đề cử. MC Nguyên Khang là người dẫn dắt chương trình.
| MC Ấn tượng - Công Tố‡ - Nguyên Khang - Lại Văn Sâm - Thùy Dương - Trấn Thành | Biên tập viên lên hình Ấn tượng - Hoài Anh‡ - Diệp Chi - Tuấn Đức - Quang Minh - Ngọc Trinh |
| Hình ảnh thời sự Ấn tượng - Tàu Trung Quốc tấn công tàu Việt Nam (Bản tin thời sự 19h – Ban Thời sự)‡ - Chiến sự Ukraine (Bản tin thời sự 19h – Ban Thời sự) - Vụ giàn khoan HD 981 (Bản tin thời sự 19h – Ban Thời sự) - Vượt sông bằng túi nilon (Truyền hình Tuổi Trẻ) - Hải quan nhận tiền đút lót (Bản tin thời sự 19h – Ban Thời sự) | Nghệ sĩ Ấn tượng - Mỹ Tâm‡ - Hồ Ngọc Hà - Thanh Bùi - Phương Mỹ Chi - Đàm Vĩnh Hưng |
| Khách mời Ấn tượng - Đàm Vĩnh Hưng‡ - Hồ Ngọc Hà - Mỹ Tâm - Đặng Thiêm - Xuân Bắc | Hình ảnh nhân văn Ấn tượng - Đám cưới anh chị Vượng Loan – Điều ước thứ 7‡ - Học sinh dân tộc bán trú tự giác lên lớp – Phim tài liệu Dưới mái nhà chung - Nối vòng tay lớn – Tỏa sáng nghị lực Việt - Các bạn trẻ thắp nến trước nhà Đại tướng Võ Nguyên Giáp – Phim tài liệu Chấn động - Anh Shio Kawa Minoru làm nông – Hương đất                            |
| Sân khấu Ấn tượng - Như chưa hề có cuộc chia ly (VTV9)‡ - Thần tượng âm nhạc Việt Nam (BHD) - Giọng hát Việt (Cát Tiên Sa) - Chào 2014 (Trung tâm Sản xuất Phim truyền hinh Việt Nam) - Tôi yêu World Cup (Ban Biên tập Truyền hình cáp Việt Nam)                                                                                          | Phim mới Ấn tượng - Vừa đi vừa khóc – Vũ Ngọc Đãng (Đạo diễn)‡ - Hoa nở trái mùa – Khải Anh & Nguyễn Đức Hiếu (Đạo diễn), Chu Thu Hằng & Trịnh Vĩnh Hà (Kịch bản) - Chạm tay vào nỗi nhớ – NSƯT Vũ Hồng Sơn (Đạo diễn), Chu Thanh Hương (Kịch bản) - Trò đời – NSƯT Phạm Nhuệ Giang (Đạo diễn) - Chỉ có thể là yêu – Vũ Minh Trí (Đạo diễn)                     |
| Chương trình được cộng đồng mạng yêu thích - 5S Online‡ - Ghế không tựa (Ban Thanh thiếu niên) - Chinh phục - Ai là triệu phú (Ban Thể thao – Giải trí – Thông tin kinh tế) - Tiệm bánh Hoàng tử bé | Chương trình văn hóa – xã hội – khoa học – giáo dục Ấn tượng - Phim Cây đàn Điện Biên (Ban Văn nghệ)‡ - Phìm tài liệu Biển động (Ban Khoa giáo) - Chương trình Điều ước thứ 7 (Ban Thể thao – Giải trí – Thông tin kinh tế) - Chương trình Tỏa sáng nghị lực Việt (Ban Thanh thiếu niên) - Ký sự Xuôi dòng Đồng Nai (Trung tâm Truyền hình Việt Nam tại TP.HCM) |
| Chương trình giải trí Ấn tượng - Bữa trưa vui vẻ (Ban Thanh thiếu niên)‡ - Giai điệu tự hào (Ban Văn nghệ) - Giọng hát Việt nhí (Cát Tiên Sa) - Nhân tố bí ẩn (Cát Tiên Sa) - Ảo...thật (Trung tâm Truyền hình Việt Nam tại TP.HCM) | |

| Hạng mục                                                     | Người công bố                     |
| ------------------------------------------------------------ | --------------------------------- |
| MC Ấn tượng                                                  | NSƯT Kim Tiến & Phan Anh          |
| Biên tập viên lên hình Ấn tượng                              | Diệp Anh & Vũ Mạnh Cường          |
| Hình ảnh thời sự Ấn tượng                                    | Ái Phương & Chu Lai               |
| Nghệ sĩ Ấn tượng                                             | Trương Ngọc Ánh & NSND Hoàng Dũng |
| Khách mời Ấn tượng                                           | Xuân Bắc & Đinh Tiến Dũng         |
| Hình ảnh nhân văn Ấn tượng                                   | Đặng Châu Anh & Phú Quang         |
| Sân khấu Ấn tượng                                            | Minh Thư & Việt Tú                |
| Phim mới Ấn tượng                                            | Uyên Linh & Bùi Thạc Chuyên       |
| Chương trình văn hóa – xã hội – khoa học – giáo dục Ấn tượng | Đoàn Xuân Hợp                     |
| Chương trình được cộng đồng mạng yêu thích                   | Hồ Trung Dũng & Tạ Bích Loan      |
| Chương trình giải trí Ấn tượng                               | Ốc Thanh Vân & Trương Nam Thành   |

## VTV Awards – Ấn tượng 2015
Diễn ra vào ngày 6 tháng 9 năm 2015 tại Cung thể thao Quần Ngựa, Hà Nội. 14 hạng mục được đề cử. Minh Hà, Đinh Tiến Dũng và NSƯT Thành Lộc là những người dẫn dắt chương trình.
| Người dẫn chương trình Ấn tượng - Trấn Thành ‡ - Công Tố - Nguyên Khang - Hạnh Phúc - Quỳnh Chi | Khách mời Ấn tượng - Võ Thị Ngọc Nữ – Điều ước thứ 7‡ - Tê Giác (Hoàng Minh) và bố Hoàng Bách – Bố ơi! Mình đi đâu thế? - Trần Bờm (Trần Tú) và bố NSƯT Trần Lực – Bố ơi! Mình đi đâu thế? - Bà Kim Lành – Điều ước thứ 7 - Huỳnh Nguyễn Hồng Chiến – Đường lên đỉnh Olympia |
| Chương trình giải trí Ấn tượng - Bố ơi! Mình đi đâu thế?‡ - Ơn giời cậu đây rồi! - Chung cư 22+ - Hóa đơn may mắn - Một bước để chiến thắng | Hình ảnh thời sự Ấn tượng - Giải cứu công nhân trọng vụ sập hầm thủy điện Đạ Dâng (VTV Phú Yên)‡ - Thu giữ hàng chục tấn thực phẩm chức năng giả - Tái hiện tàu điện Hà Nội – Chuyển động 24h - Phóng viên điều tra tiếp cận hiện trường vụ rút ruột rừng già Khu Bảo tồn Thiên nhiên Nà Hầu – Danh sách đen - Giải cứu công nhân trọng vụ sập hầm thủy điện Đạ Dâng (Truyền hình Tuổi trẻ) – Cafe sáng với VTV3 |
| Hình ảnh nhân văn Ấn tượng - Bông hoa khát sống Võ Thị Ngọc Nữ – Điều ước thứ 7‡ - Nhân vật Vũ Thanh Quỳnh thay đổi sau phẫu thuật thẩm mỹ – Thay đổi cuộc sống - Ông Nguyễn Ngọc Lập – Cựu binh chính quyền VNCH thăm quần đảo Trường Sa – Gala Ngày trở về - Cô giáo Hoàn – Điều ước thứ 7 - Hình ảnh trong phim Tuổi thanh xuân | Ca sĩ Ấn tượng - Mỹ Tâm‡ - Isaac - Khởi My - Nhóm La Thăng - Tóc Tiên |
| Chương trình âm nhạc Ấn tượng - Hòa âm Ánh sáng‡ - Bài ca không quên - Giai điệu tự hào - Nhân tố bí ẩn - Tuổi 20 hát | Sân khấu Ấn tượng - The Remix – Hòa âm Ánh sáng‡ - Gala Ngày trở về - Chào 2015 - Đón Tết cùng VTV 2015 - Hát mãi khúc quân hành |
| Chương trình văn hóa – xã hội Ấn tượng - Thay đổi cuộc sống‡ - Gala Ngày trở về - MH370 – Hành trình chưa kết thúc - Bước nhảy mùa xuân - Chuyển động 24h 10/10/2014 | Gương mặt diễn viên nam Ấn tượng - Kang Tae Oh – Tuổi thanh xuân‡ - NSƯT Trọng Trinh – Mưa bóng mây - Huy Khánh – Đam mê nghiệt ngã - Hồng Đăng – Tuổi thanh xuân - Đỗ Duy Nam – Sóng ngầm |
| Gương mặt diễn viên nữ Ấn tượng - Nhã Phương – Tuổi thanh xuân‡ - NSND Như Quỳnh – Sóng ngầm - Thúy Hà – Mưa bóng mây - Shin Hye Sun – Tuổi thanh xuân - Phan Minh Huyền – Trái tim có nắng - Nhóm diễn viên phim Botay.com (Anh Tuấn, Viết Thái, Anh Dũng, Phương Anh, Lương Giang)                                               | Phim mới Ấn tượng - Tuổi thanh xuân‡ - Trái tim có nắng - Bão qua làng - Mưa bóng mây - Đam mê nghiệt ngã |
| Nghệ sĩ hài Ấn tượng - Trấn Thành‡ - Xuân Bắc - Trường Giang - Việt Hương - Hoài Linh | Chương trình được cộng đồng mạng yêu thích - Bữa trưa vui vẻ‡ - 5S Online - Tiệm bánh Hoàng tử bé |

| Hạng mục                                   | Người công bố                                                                          |
| ------------------------------------------ | -------------------------------------------------------------------------------------- |
| Người dẫn chương trình Ấn tượng            | NSƯT Thanh Hùng & NSƯT Kim Tiến                                                        |
| Khách mời Ấn tượng                         | Xuân Bắc & Trường Giang                                                                |
| Chương trình giải trí Ấn tượng             | Thủy Tiên & Noo Phước Thịnh                                                            |
| Hình ảnh thời sự Ấn tượng                  | Chu Chí Thành & Nguyễn Hoàng Điệp                                                      |
| Hình ảnh nhân văn Ấn tượng                 | Chu Chí Thành & Nguyễn Hoàng Điệp                                                      |
| Chương trình âm nhạc Ấn tượng              | Huy Tuấn, Nhã Phương & Tùng Dương                                                      |
| Ca sĩ Ấn tượng                             | Huy Tuấn, Nhã Phương & Tùng Dương                                                      |
| Sân khấu Ấn tượng                          | Nguyễn Quang Dũng & Tóc Tiên                                                           |
| Chương trình văn hóa – xã hội Ấn tượng     | Vũ Công Lập & NSND Lê Khanh                                                            |
| Gương mặt diễn viên nam Ấn tượng           | Nhóm diễn viên phim Botay.com (Anh Tuấn, Viết Thái, Anh Dũng, Phương Anh, Lương Giang) |
| Gương mặt diễn viên nữ Ấn tượng            | Nhóm diễn viên phim Botay.com (Anh Tuấn, Viết Thái, Anh Dũng, Phương Anh, Lương Giang) |
| Phim mới Ấn tượng                          | NSƯT Đỗ Thanh Hải & Ninh Dương Lan Ngọc                                                |
| Nghệ sĩ hài Ấn tượng                       | Bình Minh & Jennifer Phạm                                                              |
| Chương trình được cộng đồng mạng yêu thích | Phạm Việt Tiến & Nguyễn Cao Kỳ Duyên                                                   |

## VTV Awards – Chuyển động 2016
Diễn ra vào ngày 7 tháng 9 năm 2016 tại Nhà hát Hòa Bình, Thành phố Hồ Chí Minh. 11 hạng mục được đề cử. Trấn Thành và Ái Phương là hai MC của đêm trao giải.
| Dẫn chương trình Ấn tượng - BTV Ngọc Trinh‡ - Trấn Thành - Trường Giang - Việt Hương - Đại Nghĩa | Hình ảnh thời sự Ấn tượng - Cuộc gặp gỡ cuối cùng của người mẹ ung thư – Cuộc sống thường ngày‡ - Những em bé Syria – VTV Đặc biệt: Hành trình của sự sống và cái chết - Tinh vi thủ đoạn bán xăng – Chuyển động 24h - Diễu binh, diễu hành kỉ niệm 70 năm Quốc khánh 2/9 - Thí sinh chờ đợi rút và nộp hồ sơ xét tuyển Đại học - Cao đẳng 2015 – Chào buổi sáng |
| Nghệ sĩ hài Ấn tượng - Trường Giang‡ - NSƯT Hoài Linh - Thu Trang - Trấn Thành - Việt Hương | Chương trình văn hóa – xã hội – khoa học – giáo dục Ấn tượng - Cặp lá yêu thương (Trung tâm Tin tức VTV24)‡ - 8 IELTS (Trung tâm Sản xuất các chương trình giáo dục) - Khám phá khoa học (Trung tâm Sản xuất các chương trình giáo dục) - Đường về nhà (Ban Truyền hình Đối ngoại) - Giờ gia đình: Mẹ tôi (Ban Khoa giáo)                                        |
| Diễn viên nam Ấn tượng - Hồng Đăng – Zippo, mù tạt và em‡ - Mạnh Trường – Người đứng trong gió, Zippo, mù tạt và em - Bình Minh – Những ngọn nến trong đêm (Phần 2) - Chí Nhân – Câu hỏi số 5, Lựa chọn cuối cùng, Hôn nhân trong ngõ hẹp - Việt Anh – Khi đàn chim trở về (Phần 2) | Diễn viên nữ Ấn tượng - Nhã Phương – Khúc hát mặt trời, Zippo, mù tạt và em‡ - Cao Thái Hà – Đồng tiền quỷ ám - Mai Thu Huyền – Những ngọn nến trong đêm (Phần 2) - Ninh Dương Lan Ngọc – Nguyệt thực - Diễm Hương – Hôn nhân trong ngõ hẹp |
| Phim truyền hình Ấn tượng - Zippo, mù tạt và em‡ - Khúc hát mặt trời - Những ngọn nến trong đêm (Phần 2) - Bạch mã hoàng tử - Nguyệt thực | Ca sĩ Ấn tượng - Hồ Văn Cường‡ - Sơn Tùng M-TP - Khởi My - Mỹ Tâm - Noo Phước Thịnh |
| Chương trình âm nhạc Ấn tượng - Chào 2016‡ - Giai điệu tự hào tháng 9/2015: Thời thanh niên sôi nổi - Thần tượng Bolero - Muôn màu Showbiz - Giai điệu tự hào tháng 6/2016: Những trang viết còn lại’’ | Nhân vật của năm - Trần Lập – Đôi bàn tay thắp lửa‡ - Đặng Xuân Chinh – Điều ước thứ 7 - Nguyễn Thảo Vân – VTV Đặc biệt: Tôi đẹp, bạn cũng thế! - Lê Nguyễn Khánh Linh – Điều ước thứ 7 - Trần Khánh Vy – 8 IELTS |
| Chương trình của năm - Gặp nhau cuối năm Xuân Bính Thân (Trung tâm Sản xuất Phim Truyền hình)‡ - VTV Đặc biệt: Trường học vui vẻ (Trung tâm Sản xuất các chương trình giáo dục) - Điều ước thứ 7: Câu chuyện về Đặng Xuân Chinh (Ban Sản xuất các chương trình giải trí) - VTV Đặc biệt: Tôi đẹp, bạn cũng thế! (Ban Sản xuất các chương trình giải trí) - Tạp chí kinh tế cuối năm: Thế giới phẳng hay không phẳng? (Trung tâm tin tức VTV24) | |

| Hạng mục                                                     | Người công bố                                        |
| ------------------------------------------------------------ | ---------------------------------------------------- |
| Dẫn chương trình Ấn tượng                                    | Bình Minh & Hồng Ánh                                 |
| Hình ảnh thời sự Ấn tượng                                    | Thu Minh & Lê Quang Minh                             |
| Nghệ sĩ hài Ấn tượng                                         | Đại Nghĩa & Tóc Tiên                                 |
| Chương trình văn hóa – xã hội – khoa học – giáo dục Ấn tượng | Nhã Phương & Kang Tae Oh                             |
| Diễn viên nam Ấn tượng                                       | NSƯT Đỗ Thanh Hải, Thanh Mỹ, Trọng Khang, Thịnh Vinh |
| Diễn viên nữ Ấn tượng                                        | NSƯT Đỗ Thanh Hải, Thanh Mỹ, Trọng Khang, Thịnh Vinh |
| Phim truyền hình Ấn tượng                                    | Noo Phước Thịnh & Việt Hương                         |
| Phim truyền hình Ấn tượng                                    | Nguyễn Quang Dũng & Phi Nhung                        |
| Chương trình âm nhạc Ấn tượng                                | Nguyễn Quang Dũng & Phi Nhung                        |
| Nhân vật của năm                                             | Đinh La Thăng, Thụy Vân & Hoàng Xuân Vinh            |
| Chương trình của năm                                         | Trần Bình Minh & Thùy Dương                          |

## VTV Awards – Điểm hẹn 2017
Diễn ra vào ngày 7 tháng 9 năm 2017 tại trường quay S14, Đài Truyền hình Việt Nam, Hà Nội. 11 hạng mục được đề cử. Nhà báo Lại Văn Sâm và Thanh Vân Hugo là hai MC của buỗi lễ.
| Dẫn chương trình Ấn tượng - Thành Trung‡ - Phí Nguyễn Thùy Linh - Thụy Vân - Trấn Thành - NSƯT Xuân Bắc | Hình ảnh thời sự Ấn tượng - Khúc bi tráng Gạc Ma (Ban Thời sự)‡ - Tràn lan thịt lợn giả thịt bò (Trung tâm tin tức VTV24) - Những chiêu trò cạnh tranh không lành mạnh trong thị trường gas (Trung tâm tin tức VTV24) - Nỗi lo của các gia đình trong vụ trẻ em bị xâm hại tình dục (Ban Thời sự) - Xâm hại trẻ em tăng lên – Đạo đức xã hội đi xuống (Trung tâm Truyền hình Việt Nam tại Cần Thơ) |
| Nghệ sĩ hài Ấn tượng - NSƯT Xuân Bắc‡ - Trường Giang - Trấn Thành - NSƯT Công Lý - NSƯT Hoài Linh | Chương trình âm nhạc Ấn tượng - Sing My Song – Bài hát hay nhất‡ - Hòa âm Ánh sáng - Đón Tết cùng VTV - Gala Giai điệu tự hào 2016 - Giai điệu tự hào tháng 9/2016: Bám biển quê hương |
| Ca sĩ Ấn tượng - Vũ Cát Tường‡ - Sơn Tùng M-TP - Noo Phước Thịnh - S.T - Đen Vâu | Chương trình văn hóa – xã hội – khoa học – giáo dục Ấn tượng - VTV Đặc biệt: Giấc mơ bay‡ - Lớp học cầu vồng - Gương mặt thương hiệu - Trường Teen - Biệt tài tí hon |
| Phim truyền hình Ấn tượng - Người phán xử‡ - Tuổi thanh xuân – Phần 2 - Sống chung với mẹ chồng - Mátxcơva - Mùa thay lá - Ngự lâm không kiếm                                                                     | Diễn viên nữ Ấn tượng - Bảo Thanh – Hợp đồng hôn nhân, Sống chung với mẹ chồng‡ - Nhã Phương – Tuổi thanh xuân – Phần 2 - Thanh Hương – Người phán xử - Hồng Diễm – Mátxcơva - Mùa thay lá - Kim Oanh – Chiều ngang qua phố cũ |
| Diễn viên nam Ấn tượng - NSND Hoàng Dũng – Người phán xử‡ - NSƯT Trung Anh – Người phán xử - Kang Tae Oh – Tuổi thanh xuân – Phần 2 - Hồng Đăng – Người phán xử, Mátxcơva - Mùa thay lá - Bảo Anh – Người phán xử | Nhân vật của năm - 44 thầy giáo Trường tiểu học Tri Lễ 4 – Thay lời tri ân‡ - Hoàng Xuân Vinh - Phan Đặng Nhật Minh – Đường lên đỉnh Olympia năm thứ 17 - Lê Công Vinh - Hồ Đắc Thanh Chương – Đường lên đỉnh Olympia năm thứ 16 |
| Chương trình của năm - Gặp nhau cuối năm Xuân Đinh Dậu‡ - VTV Đặc biệt: Đêm trắng - Gala Cặp lá yêu thương: Những người con của hòa bình - VTV Đặc biệt: Hai đứa trẻ - VTV Đặc biệt: Sống trong lòng đất          | |
| Nhân vật Ấn tượng do Hội đồng chuyên môn bình chọn Nguyễn Thị Ánh Viên | |

| Hạng mục                                                    | Người công bố                     |
| ----------------------------------------------------------- | --------------------------------- |
| Dẫn chương trình Ấn tượng                                   | Hồ Quang Lợi & NSƯT Thanh Lam     |
| Hình ảnh thời sự Ấn tượng                                   | Nguyễn Thanh Lâm                  |
| Nghệ sĩ hài Ấn tượng                                        | Thanh Bạch & Đỗ Mỹ Linh           |
| Chương trình âm nhạc Ấn tượng                               | Mỹ Tâm & Lại Văn Sâm              |
| Ca sĩ Ấn tượng                                              | Đỗ Hồng Quân                      |
| Chương trình văn hóa –xã hội – khoa học – giáo dục Ấn tượng | Nguyễn Thị Thu Hiền               |
| Phim truyền hình Ấn tượng                                   | NSND Khải Hưng & Trần Uyên Phương |
| Diễn viên nữ Ấn tượng                                       | Jordan Vogt-Roberts               |
| Diễn viên nam Ấn tượng                                      | Vương Duy Biên                    |
| Nhân vật của năm                                            | Hoàng Vĩnh Bảo                    |
| Chương trình của năm                                        | Nguyễn Thành Lương                |
| Nhân vật Ấn tượng do Hội đồng chuyên môn bình chọn          | Trần Bình Minh                    |

## VTV Awards – Sắc màu 2018
Diễn ra vào ngày 7 tháng 9 năm 2018 tại trường quay S14, Đài Truyền hình Việt Nam, Hà Nội. 10 hạng mục được đề cử. Minh Hà và Thành Trung là các MC của chương trình.
| Dẫn chương trình Ấn tượng - Ngô Kiến Huy‡ - Hữu Bằng - Minh Hà - Minh Trang - Hạnh Phúc | Chương trình văn hóa – khoa học xã hội – giáo dục Ấn tượng - Điều ước thứ 7: Bản hòa tấu cha và con‡ - Thầy cô chúng ta đã thay đổi - Mười ngày rung chuyển thế giới - Thay lời tri ân: Người thầy - Việc tử tế: Không để ai bị bỏ lại phía sau |
| Hình ảnh thời sự Ấn tượng - Người dân cả nước ăn mừng chiến thắng của đội tuyển U-23 Việt Nam và trận đấu tại Sân vận động Thường Châu với Uzbekistan‡ - Chiến sĩ phòng cháy chữa cháy tay bị bỏng trong vụ cháy chung cư Carina - Khai thác titan tàn phá môi trường - Thủ đoạn rút ruột xăng từ xe téc - Công chức đi lễ trong giờ hành chính | Diễn viên nam Ấn tượng - Hồng Đăng – Cả một đời ân oán, Người phán xử‡ - Mạnh Trường – Ngược chiều nước mắt, Cả một đời ân oán - Lê Vũ Long – Tình khúc bạch dương - Nhan Phúc Vinh – Ngày ấy mình đã yêu - Chí Thiện – Ngày ấy mình đã yêu     |
| Diễn viên nữ Ấn tượng - Lan Phương – Cả một đời ân oán‡ - Thanh Hương – Thương nhớ ở ai - Nhã Phương – Ngày ấy mình đã yêu - Hồng Diễm – Cả một đời ân oán - Bảo Thanh – Ngày ấy mình đã yêu | Phim tài liệu Ấn tượng - VTV Đặc biệt: Hành trình bất tận‡ - Việt Nam trong tôi: Bản tình ca của đá - VTV Đặc biệt: Miền đất hứa - VTV Đặc biệt: Về quê hương mẹ - VTV Đặc biệt: Ánh sáng tháng Mười                                            |
| Ca sĩ Ấn tượng - Mỹ Tâm‡ - Nhóm Ngọt - Trọng Hiếu - Tùng Dương - Đức Phúc | Phim truyền hình Ấn tượng - Cả một đời ân oán‡ - Ghét thì yêu thôi - Cung đường tội lỗi - Mộng phù hoa - Ngày ấy mình đã yêu |
| Nhân vật của năm - Đội tuyển U-23 Việt Nam‡ - Lương Xuân Trường - NSƯT Quốc Cơ & NSƯT Quốc Nghiệp - Lê Hương Giang - Hải An | Chương trình của năm - Gặp nhau cuối năm‡ - Du xuân: Nhân và Mộc - Thương vụ bạc tỷ - Đào mai tương ngộ - Từ những cậu bé chân trần đến những người hùng sân cỏ                                                                                 |

| Hạng mục                                                   | Người công bố                   |
| ---------------------------------------------------------- | ------------------------------- |
| Dẫn chương trình Ấn tượng                                  | Lê Hương Giang & Thành Trung    |
| Chương trình văn hóa – khoa học xã hội – giáo dục Ấn tượng | Vũ Minh Giang                   |
| Hình ảnh thời sự Ấn tượng                                  | Hồ Quang Lợi & Nhã Phương       |
| Diễn viên nam Ấn tượng                                     | Xuân Nghị & Bảo Thanh           |
| Diễn viên nữ Ấn tượng                                      | Lê Minh Tuấn                    |
| Phim tài liệu Ấn tượng                                     | NSND Nguyễn Như Vũ & Lan Phương |
| Ca sĩ Ấn tượng                                             | NSƯT Thành Lộc & Kiều Anh       |
| Phim truyền hình Ấn tượng                                  | Hồng Thanh Quang & Mỹ Linh      |
| Nhân vật của năm                                           | Nguyễn Thành Lương & Đỗ Mỹ Linh |
| Chương trình của năm                                       | Trần Bình Minh                  |

## VTV Awards – Thách thức 2019
Diễn ra vào ngày 7 tháng 9 năm 2019 tại trường quay S14, Đài Truyền hình Việt Nam, Hà Nội. 10 hạng mục được đề cử. Ngô Kiến Huy, Thành Trung và Minh Hà là những người dẫn dắt chương trình.
| Dẫn chương trình Ấn tượng - Thành Trung‡ - Mai Ngọc - Ngô Kiến Huy - Hồng Nhung - Nguyên Khang | Chương trình văn hóa – khoa học xã hội – giáo dục Ấn tượng - Ký ức vui vẻ‡ - Việc tử tế: Đi theo hành trang dẫn lối - Vì một trường học hạnh phúc - Du ca Điều ước thứ 7: Ở nơi có nhiều mây - Điều ước thứ 7: Giấc mơ bóng đá |
| Hình ảnh thời sự Ấn tượng - Hình ảnh cuộc gặp gỡ thượng đỉnh Mỹ – Triều 2019‡ - Khoảnh khắc sum vầy với gia đình của chiến sĩ Trường Sa - Hình ảnh trong vệt phóng sự: "Bảo kê chợ Long Biên" - Chiêu thức gian lận của nhân viên cây xăng Minh Khai - Cuộc vượt cạn của người mẹ hy sinh thân mình vì sự sống của con | Diễn viên nam Ấn tượng - NSND Trung Anh – Về nhà đi con‡ - Huỳnh Anh – Chạy trốn thanh xuân - Doãn Quốc Đam – Mê cung - Hồng Đăng – Mê cung - Quốc Trường – Về nhà đi con                                                      |
| Diễn viên nữ Ấn tượng - Bảo Thanh – Về nhà đi con‡ - Thu Quỳnh – Quỳnh búp bê, Về nhà đi con - Thanh Hương – Quỳnh búp bê, Nàng dâu order - Ninh Dương Lan Ngọc – Mối tình đầu của tôi - Bảo Hân – Về nhà đi con | Phim tài liệu Ấn tượng - VTV Đặc biệt: Đường về‡ - Bạn có thấy điều tôi thấy - Những cuộc gặp trong tù - Thầy Cương - Những đứa trẻ hạnh phúc                                                                                  |
| Ca sĩ Ấn tượng - Đông Nhi‡ - Mỹ Tâm - Lê Cát Trọng Lý - Đen Vâu - Noo Phước Thịnh | Phim truyền hình Ấn tượng - Về nhà đi con‡ - Quỳnh búp bê - Chạy trốn thanh xuân - Những cô gái trong thành phố - Mê cung |
| Nhân vật của năm - GS. TS Nguyễn Thanh Liêm‡ - H'Hen Niê - Các thầy cô giáo trường tiểu học bán trú An Lương, huyện Văn Chấn, tỉnh Yên Bái - Nguyễn Thị Liên - Startup Vũ Duy Thức | Chương trình của năm - Giai điệu tự hào: Những người con của biển‡ - Chào 2019 - Ngày trở về – Giong buồm đón gió - Quán thanh xuân - Hòa ca                                                                                   |

| Hạng mục                                                   | Người công bố                      |
| ---------------------------------------------------------- | ---------------------------------- |
| Dẫn chương trình Ấn tượng                                  | NSND Tự Long & Lại Văn Sâm         |
| Chương trình văn hóa – khoa học xã hội – giáo dục Ấn tượng | NSƯT Quốc Cơ & NSƯT Quốc Nghiệp    |
| Hình ảnh thời sự Ấn tượng                                  | Huy Tuấn & Lê Cát Trọng Lý         |
| Diễn viên nam Ấn tượng                                     | NSƯT Đỗ Thanh Hải & Nhã Phương     |
| Diễn viên nữ Ấn tượng                                      | NSƯT Đỗ Thanh Hải & Nhã Phương     |
| Phim tài liệu Ấn tượng                                     | NSND Lan Hương & NSND Nguyễn Thước |
| Ca sĩ Ấn tượng                                             | Đỗ Hồng Quân                       |
| Phim truyền hình Ấn tượng                                  | Phạm Hoàng Nam & Hồ Ngọc Hà        |
| Nhân vật của năm                                           | Trần Bình Minh                     |
| Chương trình của năm                                       | NSND Hoàng Dũng & Đỗ Mỹ Linh       |